# Cal Ramsey
Calvin Ramsey, detto Cal (Selma, 13 luglio 1937 – Manhattan, 25 marzo 2019), è stato un cestista e giornalista statunitense, professionista nella NBA.

## Carriera
Venne selezionato dai St. Louis Hawks al secondo giro del Draft NBA 1959 (13ª scelta assoluta).